# Ethelbert I
Ethelbert I (Æthelberht), św. Etelbert z Kentu (ur. w VI wieku, zm. 24 lutego 616) – jeden z ośmiu znanych z imienia hegemonów heptarchii anglo-saskiej, określanych mianem bretwalda. Władca Kentu od 560 do 616 roku, autor pierwszego, zachowanego do dziś, kodeksu praw anglo-saskich, święty katolicki.

## Życiorys
Św. Etelbert był synem i następcą Eormenrica, po którym objął rządy. Kiedy to nastąpiło, jest rzeczą dyskusyjną. Beda Czcigodny podaje, że Ethelbert I panował przez 56 lat, co wskazywałoby na rok 560 jako datę objęcia rządów. Ta data jest na ogół przyjmowana w literaturze historycznej; bywa jednak kwestionowana przez niektórych badaczy. W 591 roku, po śmierci króla Ceawlina z Wesseksu, został bretwaldem.
Przyjął na królewski dwór misjonarzy, pod przewodnictwem św. Augustyna, wysłanych do Brytanii przez papieża Grzegorza I i zezwolił im osiąść w Canterbury. W 601 roku przyjął chrzest.
Był żonaty z Bertą, chrześcijanką, z którą miał dwoje dzieci: 
- Eadbalda - króla Kentu
- Etelburgę - żonę Edwina, króla Northumbrii

Druga żona nie jest znana z imienia. Wiadomo, że po śmierci Ethelberta została żoną jego syna Eadbalda.

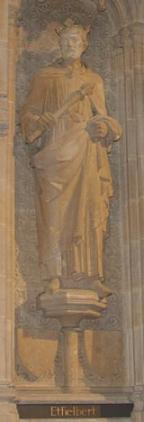
Æthelberht z Kent

## Kult
Wspomnienie liturgiczne w Kościele katolickim obchodzone jest 24 lutego.